# Montarnaud
Montarnaud är en kommun i departementet Hérault i regionen Occitanien i södra Frankrike. Kommunen ligger i kantonen Aniane som tillhör arrondissementet Lodève. År 2022 hade Montarnaud 4 186 invånare.

## Befolkningsutveckling
Antalet invånare i kommunen Montarnaud
Referens:INSEE